# 怒りの広島 祈りの長崎
怒りの広島 祈りの長崎（いかりのひろしま いのりのながさき）は、日本の広島・長崎市民らの、原子爆弾による被爆や反核運動・核廃絶運動・原水爆禁止運動などに対する態度をあらわすフレーズ。

## 概要
このフレーズは日本国内にとどまらず世界的な広がりを意識する場合には地名をカタカナで表記することがあり、「怒りのヒロシマ 祈りのナガサキ」とも言われる。
広島市・長崎市の両市民、全てがそのように振る舞うわけではなく、広島にも「祈る」人はいるであろうし、長崎にも「怒る」人がいるであろうことには、留意しなければならない。例えば、長崎で被爆し長崎原爆被災者協議会（長崎被災協）の会長を務めた山口仙二は、1989年（平成元年）9月16日に平和祈念像に献花されたアメリカ海軍の軍艦「ロドニー・M・デイヴィス」の艦長の花輪を「これは献花じゃない!」と被爆者遺族2人と共に花輪を踏み躙り続けた。
このフレーズがイメージ先行、もしくは何らかのプロパガンダである可能性は、2010年の川野徳幸（広島大平和科学研究センター准教授、当時）による被爆60年後の被爆者アンケートの研究成果からも示唆される。

## 式典
広島平和記念式典
広島市としての正式な名称は、「広島市原爆死没者慰霊式並びに平和祈念式」。
広島平和記念公園で参列者は、原爆死没者慰霊碑（広島平和都市記念碑。原爆死没者名簿を納める）と正対する。参列者のさらに正面には原爆ドームを、原爆ドームのやや右手に爆心地（グラウンド・ゼロ）である島病院（島外科病院）をそれぞれ眺めることになる。
長崎原爆犠牲者慰霊平和祈念式典
平和公園で参列者は、平和祈念像に正対する。爆心地（原爆落下中心地碑。原爆死没者名簿のマイクロフィルムを納める）や国立長崎原爆死没者追悼平和祈念館（原爆死没者名簿の原本を納める）に対しては、参列者はいずれも背を向けることになる。
長崎県は、8月9日を「県民祈りの日」として定めている。
県民祈りの日・平和祈念式典

## 原爆の日
原爆忌。夏休み期間中にあたる。平和教育も参照。
広島
広島市教育委員会は2006年・2007年に8月6日を登校日とするよう要請する通達を出し、市立の小学校・中学校の多くで実施されている。それまでは、8月6日を登校日とする学校は少数であった。
長崎
長年にわたって、長崎市だけでなく長崎県下全ての公立の小学校・中学校・高校で、8月9日が登校日となっている。なお、8月9日が土曜日・日曜日であれば、その前後に登校日をずらす場合が多い。
また、広島・長崎以外にも全国各地の市区町村において、8月6日または8月9日を公立の小学校・中学校の登校日としているところも多い。

## 被爆遺構
広島
原爆ドームを保存。
長崎
浦上天主堂を取り壊して新築。壁を部分的に平和公園へ移設。

## 文学
広島
大田洋子 『屍の町』 - 連合国軍最高司令官総司令部（GHQ）のプレスコード（検閲）により部分削除して出版。
栗原貞子 - プレスコードにより部分削除・自主規制して詩集を出版。
峠三吉 - プレスコードを避けて詩集を地下出版。
丸木位里・丸木俊『ピカドン』 - GHQの検閲で発行禁止。1952年のサンフランシスコ講和条約に伴い出版。
長崎
永井隆 『この子を残して』『長崎の鐘』 - 『この子を残して』はGHQの検閲を経て出版しベストセラーとなる。『長崎の鐘』はGHQが当初は差し止めたものの、検閲を経てGHQによるマニラ大虐殺の記録『マニラの悲劇』を収録することで許可を得て出版、やはりベストセラーとなる。刊行同年の1949年には同書に想を得て同名の歌謡曲が、翌年には同書を原作として同名の映画が、それぞれつくられた。永井隆、浦上燔祭説も参照。

## 歌
修学旅行の現地車内でバスガイドが歌うような、代表的な歌。
広島
『原爆を許すまじ』 作詞・浅田石二、作曲・木下航二
長崎
『長崎の鐘』 作詞・サトウハチロー、作曲・古関裕而、歌唱・藤山一郎

## 平和宣言
広島
被爆体験に関する懇談会を開いて被爆者の体験談などを盛り込んでいる。
長崎
平和宣言文起草委員会（委員20名）の数回の会合を経て、長崎市平和推進室が文案を取りまとめ、2007年の場合はさらに市議会の意見を聞いたうえで、長崎市長が最終的に決定する。